# بيتر ديل سكوت
بيتر ديل سكوت (بالإنجليزية: Peter Dale Scott)‏ (و. 1929 – م) هو شاعر، وكاتب، وبروفيسور (أستاذ جامعي) من كندا ولد في مونتريال.

## التعليم
تعلم في جامعة كاليفورنيا، بركلي.

## مناصب وهيئات
أدار جامعة كاليفورنيا، بركلي.

## روابط خارجية
- بيتر ديل سكوت على موقع IMDb (الإنجليزية)